# Pliohip
El pliohip (Pliohippus) fou un dels avantpassats prehistòrics dels cavalls moderns. Fou l'últim de la sèrie de precursors dels cavalls i es desenvolupà fa uns sis milions d'anys a partir del meriquip. Feia uns 120 cm d'alçada a la creu i era molt similar als cavalls d'avui en dia. Els dits addicionals que presentaven els altres èquids no eren presents en el pliohip, que només tenia una peülla. Les dents també estaven molt ben adaptades per menjar herba.
El pliohip fou l'última branca que divergí del cavall actual, que es desenvolupà uns 5 milions d'anys més tard, és a dir, fa aproximadament 1 milió d'anys.

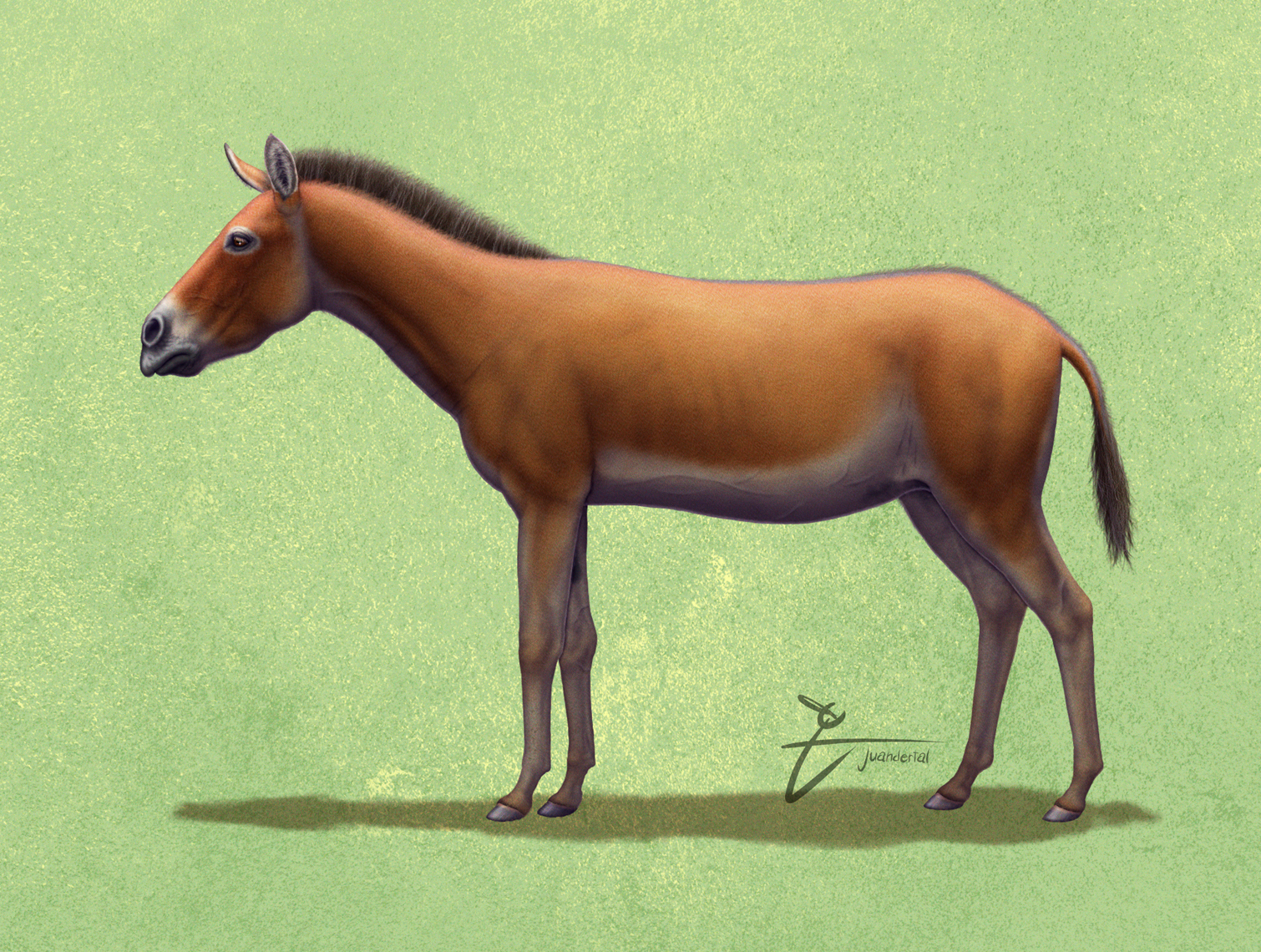
Reconstrucció en vida de P. pernix